# The Stooge
The Stooge este un film de comedie american din 1952 regizat de Norman Taurog. În rolurile principale au interpretat actorii Dean Martin și Jerry Lewis.

## Distribuție
- Dean Martin...Bill Miller
- Jerry Lewis...Theodore 'Ted' Rogers
- Polly Bergen...Mary Turner
- Marion Marshall...Genevieve 'Frecklehead' Tait
- Eddie Mayehoff...Leo Lyman
- Richard Erdman...Ben Bailey
- Frances Bavie...Mrs. Rogers